# Reportage
Pour l'émission française, voir Reportages (émission de télévision).

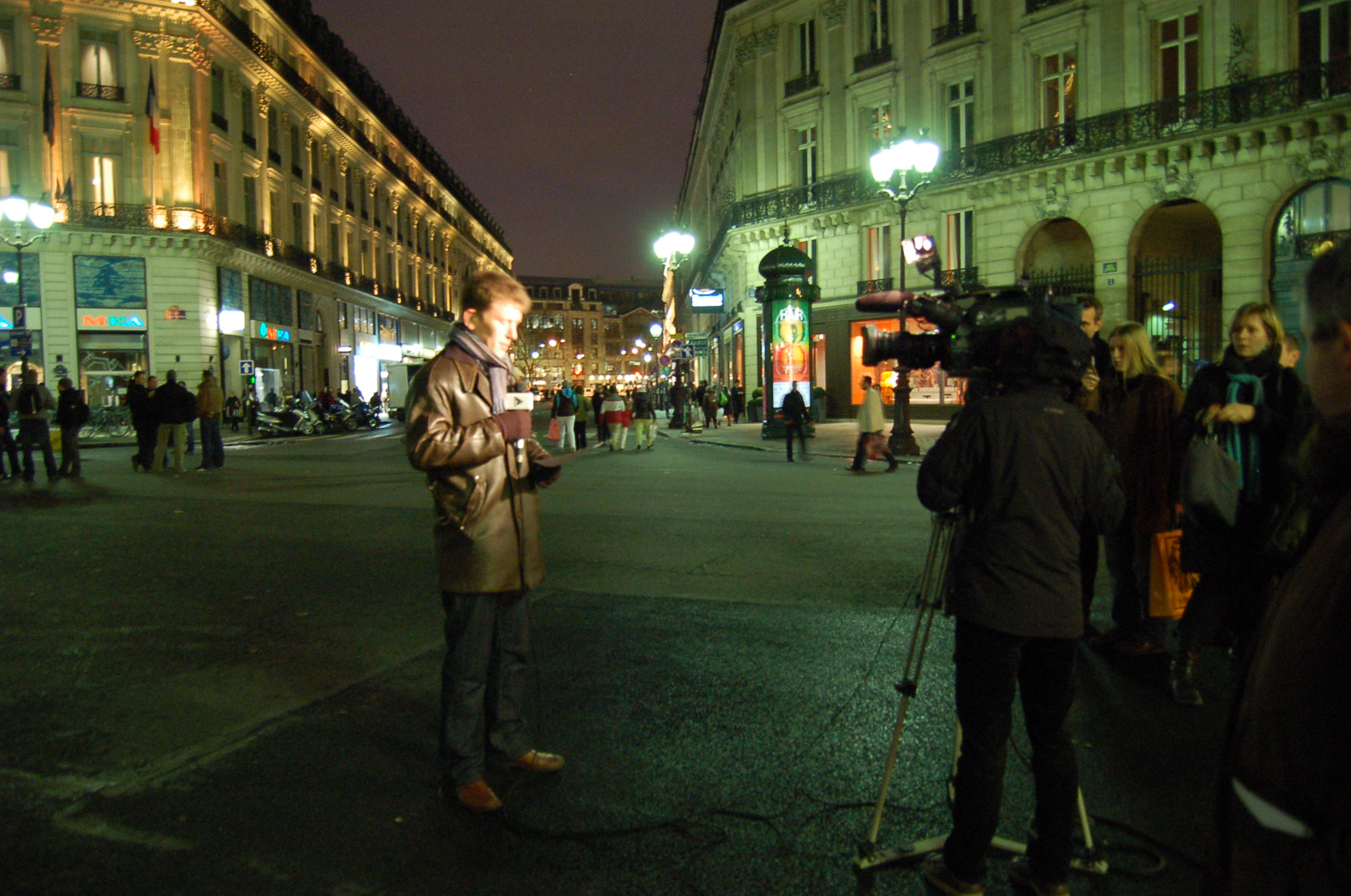
Le journaliste français Raphaël Hitier se préparant à intervenir en direct sur la chaîne d'information en continu française i-Télé près de l'Opéra Garnier à Paris, après une manifestation contre la guerre de Gaza, le 17 janvier 2009.

Le reportage est un genre journalistique sous forme de récit, qui privilégie le témoignage direct. Il est d'abord le compte rendu d'événements auxquels assiste le journaliste sur le terrain. 

## Historique

### Premiers reportages
Dès les débuts de la presse, et notamment à partir du XVIIe siècle, les « nouvellistes » alimentent les gazettes en informations de toutes sortes récoltées dans les villes où ils se rendent, dans les salons et les tavernes où ils laissent traîner une oreille, ou auprès de personnalités qu'ils fréquentent.
Mais c'est à partir du milieu du XIXe siècle qu'apparaissent les premiers reportages modernes. Aux États-Unis, des journalistes sont envoyés sur le terrain pour suivre la guerre de Sécession. La diffusion totale des journaux double alors. En Europe, pendant les grands conflits comme la guerre de Crimée (1853-1856) et la campagne d'Italie (1858-1860), des photographes suivent les armées dans des laboratoires-fourgons pour transmettre leurs clichés aux journaux. C'est le début du photojournalisme.
Le titre de reporter, utilisé pour la première fois en français par Stendhal en 1829, apparaît en 1866 dans Le Figaro, alors devenu quotidien, et dans La Liberté que vient de racheter Émile de Girardin.
Peu à peu, les nouveaux moyens de communications (télégraphe, téléphone, radio) permettront de transmettre l’information de plus en plus rapidement, presque en direct.

### Reporter, spectateur engagé
À l'aube du XXe siècle, le reportage devient le genre aristocratique du journalisme, et en particulier le « grand reportage », qui met en valeur le style et la personnalité du reporter, et souvent aussi son courage.
Le métier de reporter a ses héros (Albert Londres, Ernest Hemingway, Lucien Bodard, Joseph Kessel, Jack London) et sera définitivement popularisé par des personnages de fiction comme Rouletabille et Tintin.
Le traitement de l'information laisse alors apparaître une différence fondamentale entre les journalistes américains et leurs confrères européens, les premiers cherchant à transcrire la réalité à l'état brut, les seconds privilégiant l'interprétation personnelle des événements. L'opposition entre objectivité et subjectivité, les notions de professionnalisme et d'indépendance ne cesseront alors de traduire une certaine conception du reportage.
Témoin des événements qu’il rapporte, le reporter est aussi d'une certaine manière le représentant de ses lecteurs sur le terrain. Il doit rapporter les faits, mais aussi les questionner en s'informant auprès de sources officielles et alternatives, et apporter un regard curieux et critique sur les événements.
En France, les grands quotidiens de l'entre-deux-guerres, comme Le Matin, l'Excelsior ou Le Petit Parisien utilisent abondamment le reportage, qui s'apparente parfois à la littérature de voyage, pour attirer des lecteurs. La révolution russe, l'avènement d'Adolf Hitler au pouvoir et la guerre d'Espagne fournissent des thèmes de choix aux reporters. Après les grands événements comme les guerres de Corée et du Vietnam, le reportage écrit (assuré notamment par des « envoyés spéciaux ») est de plus en plus concurrencé par le reportage radiophonique et télévisé.

## Reportage filmé

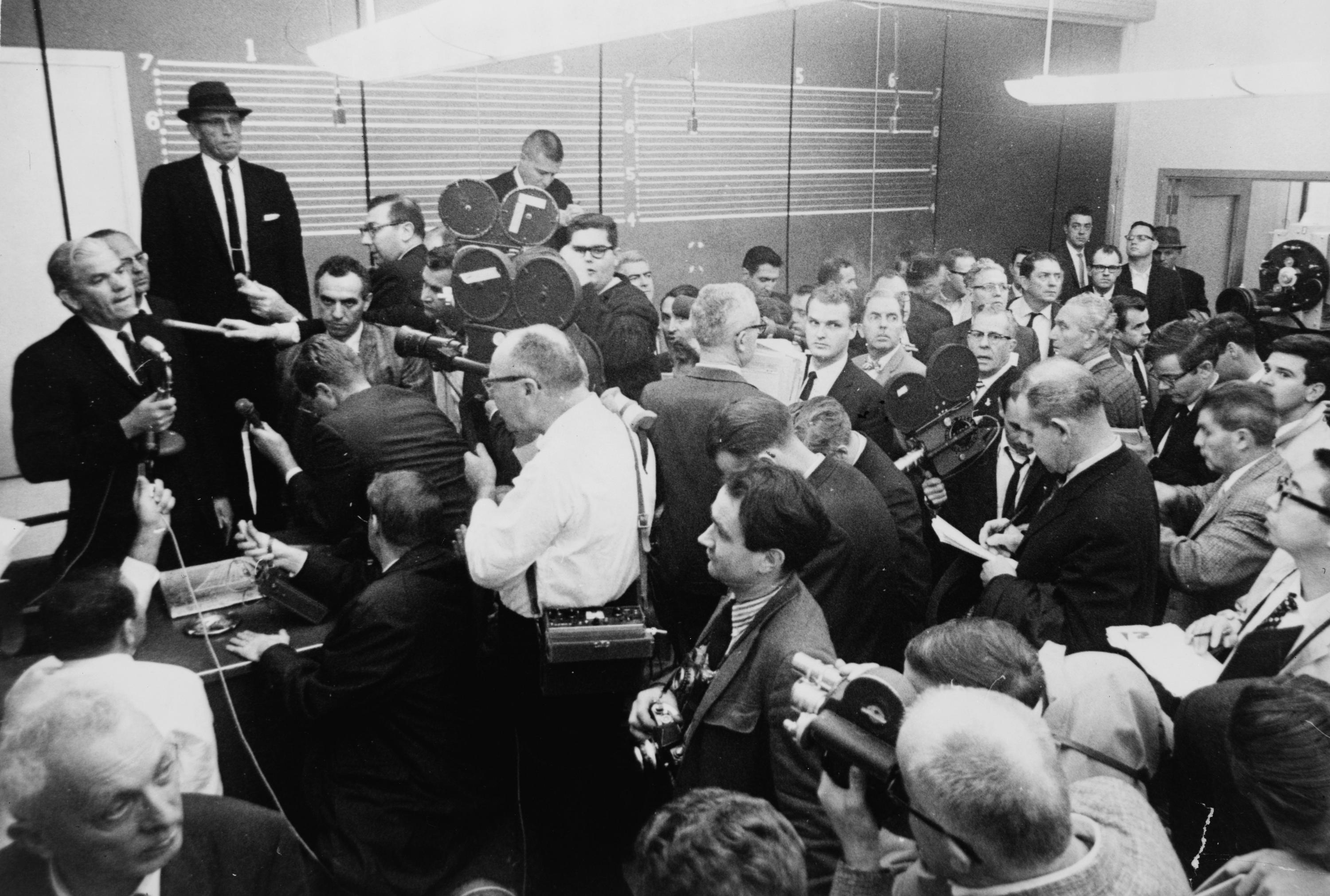
Conférence de presse du procureur du district de Dallas, Henry Wade, après l’assassinat du président américain John Fitzgerald Kennedy (1963).
Quatre reporters filment la scène avec trois caméras Auricon Pro 600 (sonores), une Bell & Howell (muette) ; au fond, on aperçoit une caméra de télévision en direct.

C'est à la fin du XIXe siècle que les actualités cinématographiques s'ouvrent au reportage filmé. Il vient avec le développement d'appareils comme la caméra cinématographe. Les frères Lumière envoient leurs opérateurs Francis Doublier, Alexandre Promio, Félix Mesguich et Marius Chapuis collecter des images de partout en Europe afin d'enrichir les programmes des salles de cinéma. Ils vont à Munich, Berlin, Varsovie ou encore Saint-Pétersbourg ramener ce que furent les premiers reportages vidéo.
L'un des premiers reportages notables fut le couronnement du Tsar Nicolas II le 28 mai 1896 à Moscou par Francis Doublier et Charles Moisson.
Les premiers reporters furent Francis Doublier, Alexandre Promio, Félix Mesguich et Marius Chapuis. Ils vont à Munich, Berlin, Varsovie ou encore Saint-Pétersbourg. "J'allais dans toutes les villes du monde où il y avait l'électricité", dit Francis Doublier.
En 1908, Pathé créé le Pathé Journal, qui fait la part belle aux séquences tournées sur les lieux mêmes de l'événement.
Les actualités cinématographiques diffusées en salle ont pratiquement disparu aujourd'hui en Occident. Elles ont laissé la place aux actualités des journaux télévisés. Ces émissions sont réalisées par les rédactions des chaînes de télévision à partir d'images et de sons produits par ces chaînes elles-mêmes ou fournis par les agences de presse télévisée présentes dans le monde entier.
Le reportage filmé, équivalent cinématographique de l'article de presse écrite, est un document de courte durée (de moins d'une minute à quelques minutes) qui s'inscrit le plus souvent, lorsqu'il est diffusé, dans un journal ou dans un magazine télévisé. Depuis la naissance de la télévision, plusieurs émissions sont consacrées à des reportages : Cinq colonnes à la Une, 52 sur la Une, Reporters, Faut pas rêver, Ushuaïa Nature, Zone interdite, Thalassa, ARTE Reportage etc.

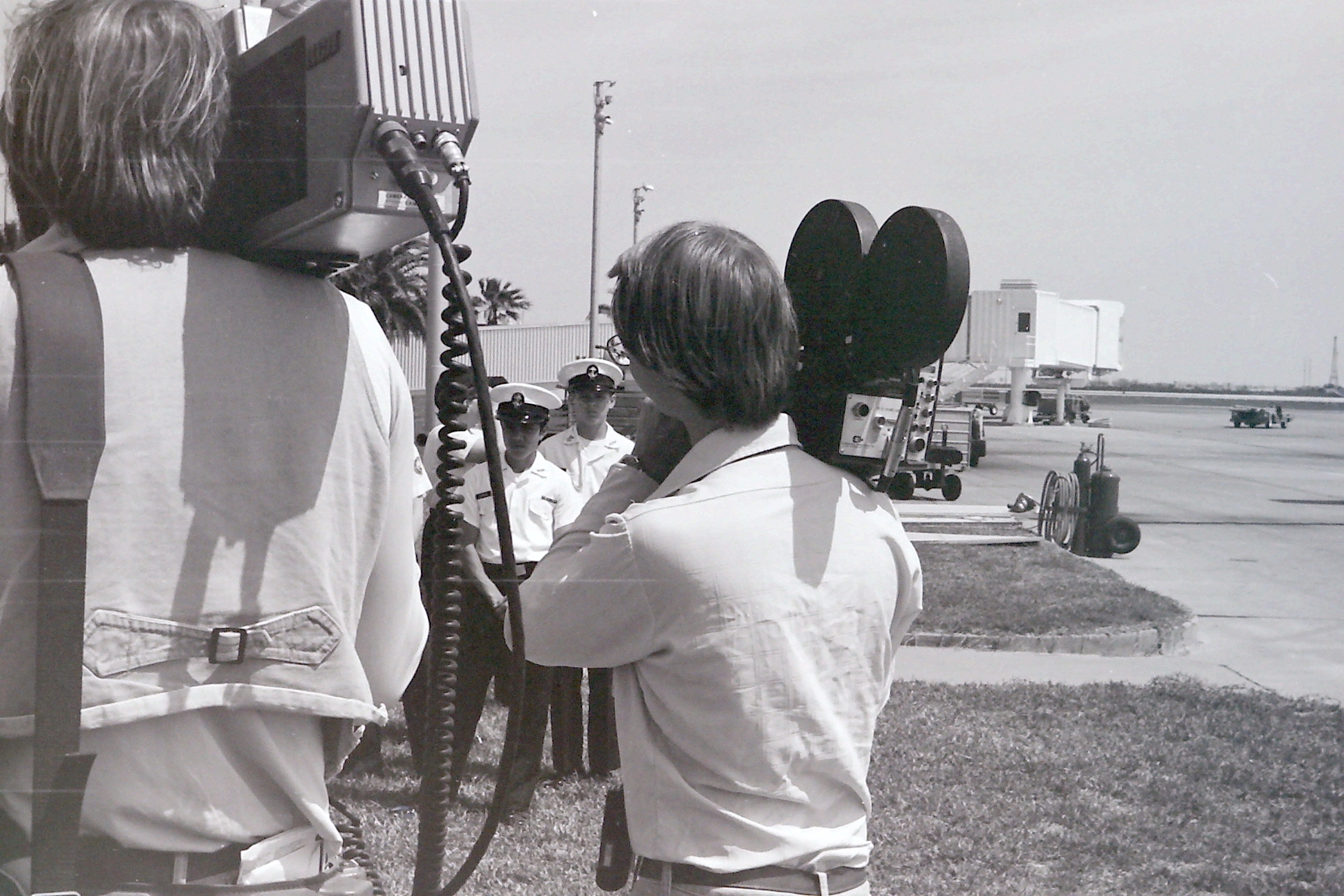
Reporters utilisant une caméra vidéo RCA TK76 (à gauche) et une caméra 16 mm (à droite) à la fin des années 1970.

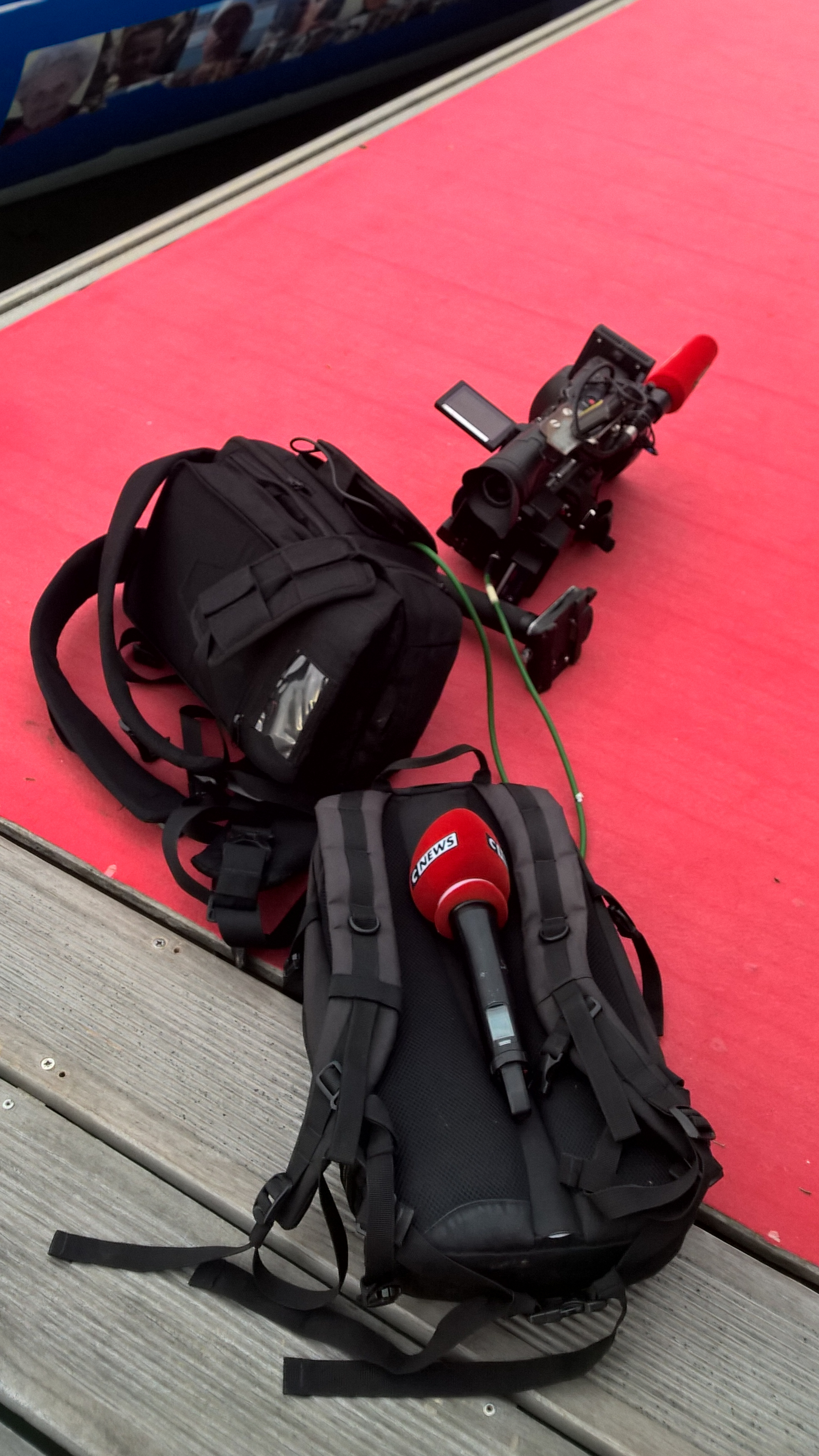
Exemple de matériel de reportage utilisé dans les années 2010.

Généralement tourné en vidéo, il est assuré par un journaliste rédacteur ou sous sa direction et par un journaliste reporter d'images (JRI) ou cadreur-reporter.
Autant que le documentaire, le reportage filmé est guidé par le choix d'un « angle », c'est-à-dire d'un point de vue subjectif qui servira de fil conducteur. Sa mission n'est pas de développer une problématique mais plutôt d'apporter un éclairage complémentaire à une information d'actualité (News coverage, reporting).
Un reportage filmé ne peut prétendre faire œuvre d'objectivité. Le choix de l'angle, des témoins interrogés, des lieux et des événements filmés constitue déjà un parti pris. La manière de filmer est aussi un élément subjectif qui révèle la personnalité et les intentions du journaliste.

## Critique
Des critiques comme Pierre Carles et Daniel Schneidermann dénoncent régulièrement les dérives du reportage télévisé.[réf. souhaitée]
Pour le sociologue Pierre Bourdieu, le reportage est victime de la logique commerciale du journalisme qui privilégie les sujets « qui font vendre » et les personnalités « qui passent bien ».